# كنت بروستر
كنت بروستر (بالإنجليزية: Kent Brewster)‏ (1961 في المملكة المتحدة)؛ روائي أمريكي.